# Zisterzienserinnenpriorat Saint-Sulpice-de-la-Pointe
Das Zisterzienserinnenpriorat Saint-Sulpice-de-la-Pointe war ein Kloster der Zisterzienserinnen in Saint-Sulpice-la-Pointe, einer Gemeinde im Département Tarn in Frankreich.

## Geschichte
In der seit ca. 1245 bestehenden Bastide Saint-Sulpice (zwischen Toulouse und Albi im späteren Bistum Lavaur) wurde 1257 vom Herrn des Ortes, Sicard Alaman (1210–1275), am Zusammenfluss von Agout und Tarn  (pointe = Spitze) das Zisterzienserinnenkloster Saint-Antoine gestiftet und vom Kloster Nonenque besiedelt. Später wechselten die Nonnen in die Innenstadt (heutige Rue du Couvent) und waren bekannt als Bernardines du monastère de Saint-Antoine de Saint-Sulpice de la Pointe. 1789 lebten noch 8 Professen, 4 Konversen und ein Geistlicher im Kloster, ferner Pensionärinnen. 1792 kam es zur endgültigen Schließung durch die Französische Revolution. Am ursprünglichen Ort sind keine Reste erhalten.